# Zeta-Verteilung

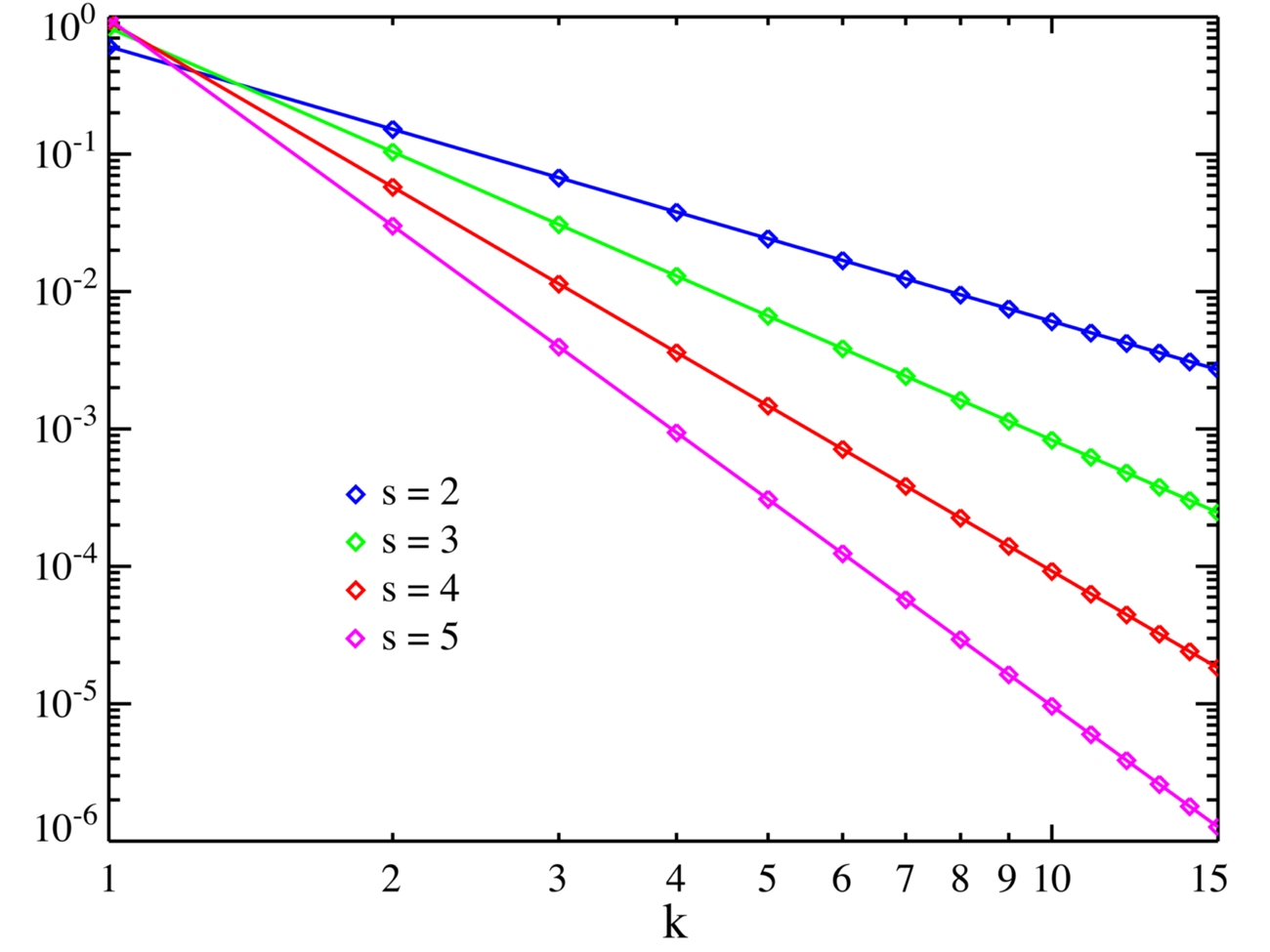
Zeta-Verteilung mit verschiedenen Parameterwerten von s

Die Zeta-Verteilung (auch Zipf-Verteilung nach George Kingsley Zipf) ist eine Wahrscheinlichkeitsverteilung in der Stochastik. Sie ist univariat und eine diskrete Wahrscheinlichkeitsverteilung, die den natürlichen Zahlen {\displaystyle x=1,2,3,\dotsc } die Wahrscheinlichkeiten
{\displaystyle P(X=x)={\frac {x^{-s}}{\zeta (s)}}}
zuordnet, wobei {\displaystyle s>1} ein Parameter und {\displaystyle \zeta (s)} die riemannsche Zetafunktion ist.

Ihr {\displaystyle k}-tes Moment existiert, falls {\displaystyle s>k+1}, und liegt in diesem Fall bei
{\displaystyle E(X^{k})={\frac {\zeta (s-k)}{\zeta (s)}}}.
Die Anzahl unterschiedlicher Primfaktoren einer Zeta-verteilten Zufallsvariable sind wiederum unabhängige Zufallsvariablen. Dies ist bei keiner anderen Wahrscheinlichkeitsverteilung der Fall.
Zur Motivation dieser Verteilung siehe Zipfsches Gesetz.